# Platyceratoidea
De Platyceratoidea zijn een superfamilie van uitgestorven weekdieren uit de klasse van de Gastropoda (slakken).

## Familie
- Platyceratidae Hall, 1879 †